# Идиот
Идиот (грч. ιδιώτης, глупан; идиотија, најјачи степен малоумности; идиотизам, исто што и идиотија, али такође и, од грч. ίδιος, „својствен“ изведена и претежно у множини (идиотизми), употр. нпр. код Ј. Γ. Хердера, ознака непреводивих, посебно дијалекатских израза, својствених неком језику (тј. идиом, или фразеологизам).
Позната је анегдота кад је један професор одржао предавање под насловом „Идиотизам грчког језика“, па је у току предавања објаснио да оно „идиотизам“ на грчком значи посебност, а не оно што су слушаоци првенствено помислили.
У психологији и дефектологији, лице са најтежим степеном менталне заосталости, са максималним количником интелигенције (IQ) од 20, (одговара умном узрасту нормалног детета календарског узраста од 3 год.), које је обично и тешко покретно или чак непокретно. Идиот се не може професионално оспособити ни за најједноставнији посао. Говор му је потпуно неразвијен, лексички сиромашан и рудиментиран. Идиотија се разликује од деменције.
Ескирол (Esquriol) сликовито истиче ту разлику: „Ако особа у стању деменције личи на богаташа који је осиромашио, онда је идиот увек био убеди." Данас се уместо израза идиот, јер је оптерећен негативном конотацијом, користи неутралнији, више дескриптиван израз: дубоко ментално заостала особа.
У обичном жаргону, глупан, будала, блесавко.